# Département de Maracó
Le département de Maracó est une des 22 subdivisions de la province de La Pampa, en Argentine. Son chef-lieu est la ville de General Pico.
Le département a une superficie de 2 555 km2. Sa population était de 54 699 habitants au recensement de 2001 (source : INDEC).

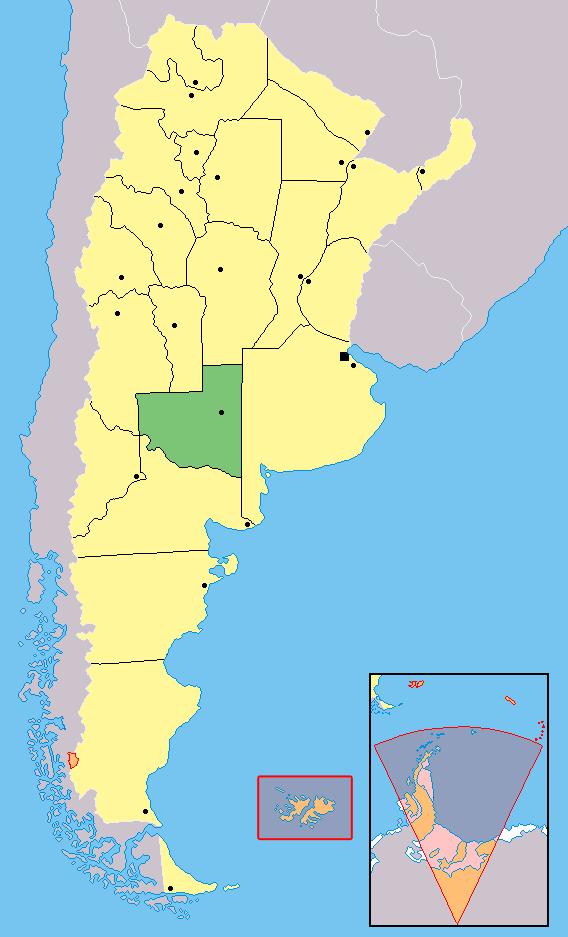
Localisation de la province de La Pampa en Argentine.

## Villes et localités
- Agustoni
- General Pico, chef-lieu
- Speluzzi
- Trebolares